# 建筑理论
建筑理论是有關建築的相關探討，主要研究多种代表性的建筑观念和建筑思想，各种思潮之间的发展脉络和关联，建筑理论发展史； 解剖建筑理论所包含的观念与时代的价值取向和知识体系建构之间的关联性；研究建筑理论的当前状况，并以此为基础探讨未来的理论趋势；研究理论研究的方法论体系。
所有的建築系所都會教授建筑理论，這也是世界頂尖建築師實作的內容。建筑理论呈現的方式可能是講述對話、論文書籍或是建築設計競圖。建筑理论多半是講述（didactic）的，理论學者往往會和建築學派有緊密關係。建築理論自古代就有，隨著出版的普及，建筑理论的資料也就更加豐富。較早期的建築理論或是比較持久不變的，因為二十世紀的建築師和評論家出版了大量的建築書籍、雜誌及期刊．現今的建築風格和建築運動形成的很快，但也很消失的很快。可以預期二十一世紀網路的應用會進一步的推動建筑理论的討論。